# میهای فولوپ
میهای فولوپ (مجاری: Mihály Fülöp; ۱۰ آوریل ۱۹۳۶ – ۲۶ سپتامبر ۲۰۰۶) ورزشکار شمشیربازی اهل مجارستان بود.
وی در مسابقات کشوری و بین‌المللی در مجموع برندهٔ ۱ مدال برنز شده‌است.